# Kloster Bardel
Das Kloster Bardel ist eine Niederlassung der Franziskaner in der Bauerschaft Bardel nahe Bad Bentheim. Es wurde 1922 als Missionskloster von der nordostbrasilianischen Franziskanerprovinz des hl. Antonius gegründet. Im Kloster leben noch fünf Franziskaner. 
Bekannt ist Kloster Bardel auch für sein Gymnasium, zu dem bis 1989 auch ein Internat gehörte. Seit Beginn der 2000er-Jahre steht die Schule in der Trägerschaft der Schulstiftung des Bistums Osnabrück. Das Missionsgymnasium St. Antonius – International College of Science and the Arts ist auch deshalb überregional bekannt, weil es mit dem Advanced Level die Möglichkeit bietet, neben dem deutschen Abitur zugleich auch den höchsten englischen Schulabschluss zu erwerben. Aus diesem Grund werden zahlreiche Fächer bilingual unterrichtet.  

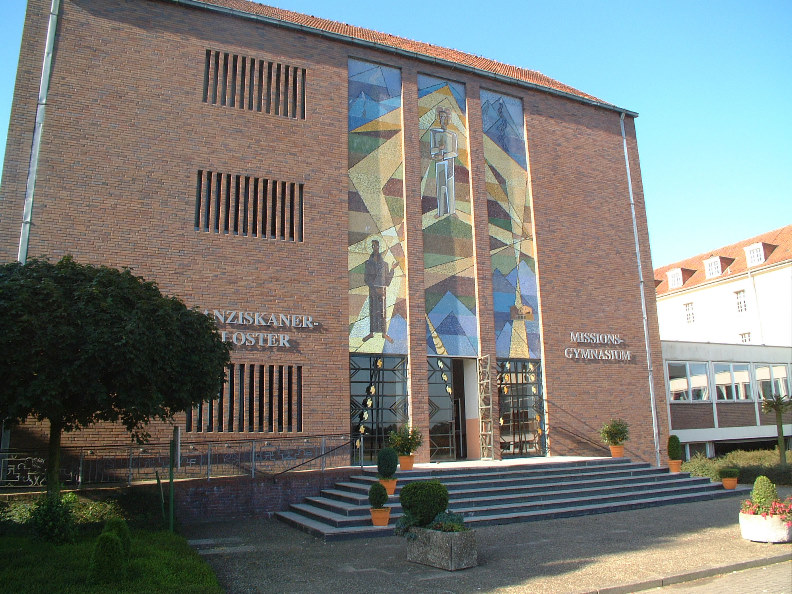
Vorderansicht Kloster Bardel

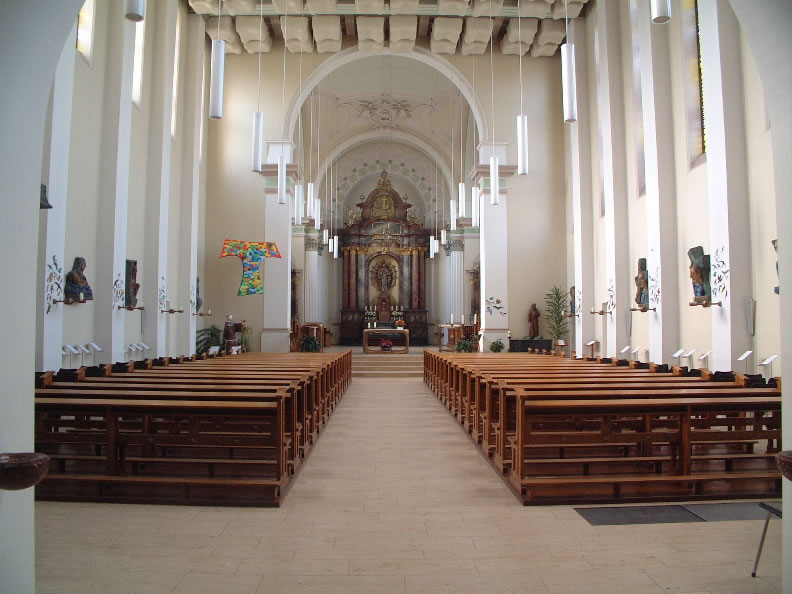
Klosterkirche

## Geschichte

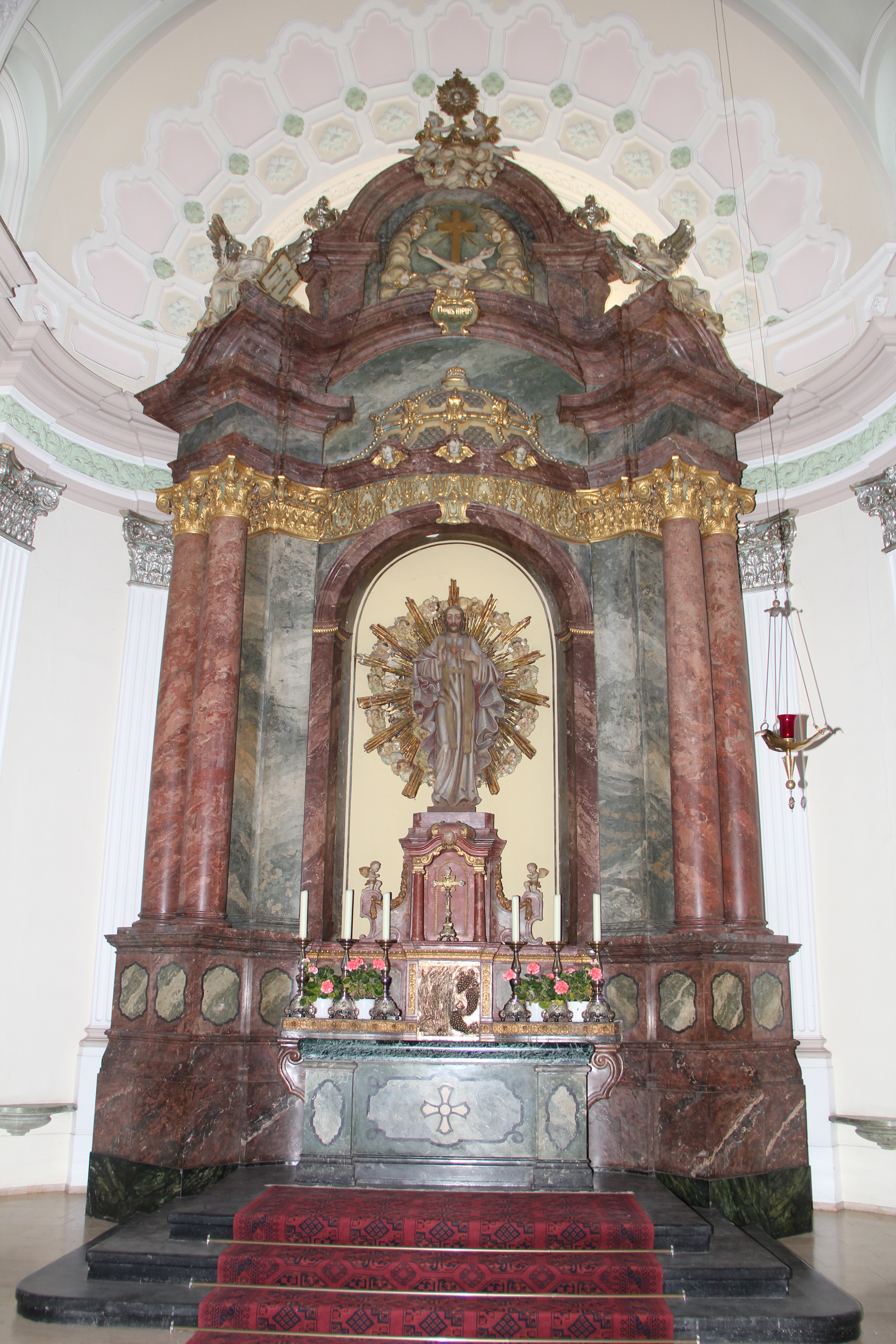
Hochaltar der Klosterkirche Bardel

In Brasilien gab es aufgrund der Unterdrückung der katholischen Kirche durch das Kaiserhaus im 19. Jahrhundert kaum noch Priester und Ordensleute. Auslöser dieser Verfolgung war die öffentliche Aufforderung des Bischofs von Rio de Janeiro an einen katholischen Priester, aus einer Freimaurerloge wieder auszutreten. Dies kam einer Auflehnung gegen den brasilianischen Kaiser, Dom Pedro II., gleich, der selber Freimaurer war und nun konsequent gegen die katholische Kirche agierte. Es durften keine neuen Ordensleute mehr aufgenommen und ausgebildet werden, was zum allmählichen Aussterben der Ordensgemeinschaften führte. Am 15. November 1889 war diese Unterdrückung mit der Ausrufung der Republik und der Abdankung des Kaisers beendet. Es gab aber nur noch neun Franziskaner in ganz Brasilien; acht im Nordosten und einen im Süden.
Der letzte Franziskanerprovinzial, Frei Antônio de Lellis, appellierte viele Male an den Generalminister, Franziskaner aus Europa nach Brasilien zu schicken, um die Provinzen zu retten. Die deutschen Franziskaner der Saxonia (westfälische Franziskanerprovinz) sendeten um die 19. Jahrhundertwende Mitglieder, um die Nordost- und Südprovinz zu restaurieren. Am 27. September 1892 erreichten die ersten deutschen Franziskaner Brasilien. Viele junge und alte Brüder folgten, um die verwaisten Klöster mit neuem Leben zu füllen. Über 40 starben gleich nach Ankunft am Gelbfieber.
Nach der personellen Stabilisierung wurde am 14. September 1901 das Ende der Restaurierung verkündet. Nun wurde ein Jungenkolleg in Lagoa Seca (Paraíba) geplant sowie mehrere Schulen, die auf den Ordens- und Priesterberuf vorbereiteten. Außerdem bemühte sich die nordbrasilianische Franziskanerprovinz vom Hl. Antonius ab 1910 unter der Leitung von Pater Cornelius Neises darum, in Deutschland ein eigenes Kolleg zu errichten. So sollten Jungen eine Schulausbildung erhalten, um im Anschluss als Ordens- und Klerikernachwuchs in Brasilien ausgebildet zu werden. Eine weitere Niederlassung wurde 1960 in Mettingen gegründet.
Der Erste Weltkrieg und die schwierigen Nachkriegsjahre verzögerten die Ausführung des Vorhabens. Im Jahr 1921 gestattete die Saxonia in Bardel ein ausschließlich für die brasilianische Provinz vom Hl. Antonius bestimmtes und nur von der brasilianischen Provinzleitung abhängiges Kolleg zu errichten.
Die erste Bauperiode beginnt mit dem Bau des kleinen „Klösterchen“ im Frühjahr 1922. Trotz Diebstählen von Baumaterial und erheblicher finanzieller Schwierigkeiten durch die Geldentwertung wird noch im gleichen Jahr damit begonnen, die Kirche, die Schule mit dem Internat und das Kloster zu bauen. Im Sommer 1923 kann das Kolleg mit 21 Schülern aus ganz Deutschland eröffnet werden. Die Finanzierung des Baus wurde ausschließlich aus brasilianischen Quellen bestritten.
Die Zeit des Nationalsozialismus wurde für das Kloster und seine Schule eine schwere Prüfung. Am 17. Mai 1935 erfolgte der so genannte „Kinderkreuzzug“. Etliche ältere Schüler und mehrere Franziskanerbrüder entzogen sich durch Auswanderung nach Brasilien dem Kriegsdienst und den Repressalien der nationalsozialistischen Partei- und Staatsmacht. Vier Jahre später musste auf Drängen der Nazis am 1. April 1939 die Schule geschlossen werden. Der damalige Schulleiter Pater Vitalis Boklage weigerte sich aus Gewissensgründen, die Klostergebäude für Parteizwecke zur Verfügung zu stellen. Am 5. Oktober besetzten etwa 70 Gestapo-Leute das Haus und trieben alle Brüder in den Speisesaal, wo ihnen nach einigen Stunden eröffnet wurde, dass sie im Laufe des Mittags die Grafschaft Bentheim zu verlassen hätten. So wurden die noch übrigen sieben Patres und 25 Brüder aus Bardel vertrieben und das Kloster wurde für Partei- und Staatszwecke genutzt.

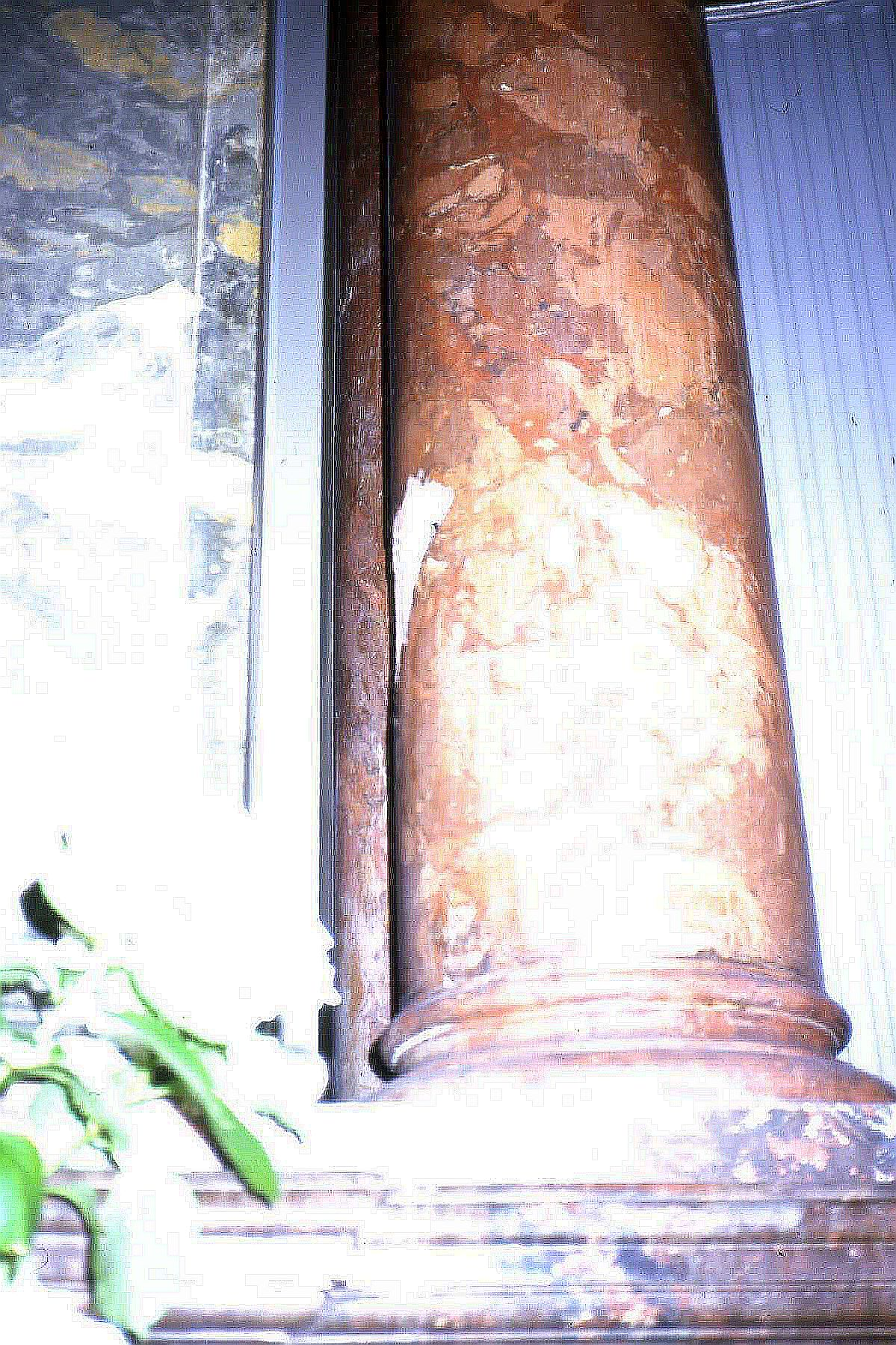
Probenentnahme am Hochaltar durch Nazis

Die Kirche wurde zu einer Lagerhalle, später zu einem Filmsaal umfunktioniert. Der Altar sollte abgetragen werden, weil man wertvollen Marmor vermutete. Nach einer Probenentnahme erwies sich der Marmor jedoch als Attrappe.
Zwischen 1940 und 1945 richteten die Nazis eine Lehrerbildungsanstalt in den Gebäuden des Missionskollegs ein. Ab Herbst 1944 wurden zudem der Volkssturm und schließlich hunderte niederländische Zwangsarbeiter einquartiert. Die Ausbildung an der LBA dauerte fünf Jahre und endete mit der ersten Lehrerprüfung. Außerdem wurden die Schüler für den Frontkampf vorbereitet. Im Jahre 1989 veröffentlichte der Autor und Absolvent der LBA, Rudolf Braunburg, den Roman Hinter Mauern über das Leben in jener Zeit.
In den Nachkriegsjahren 1945/46 wurde das Kloster mit englischen Militärs belegt. Nach dessen Abzug wurden die Inneneinrichtungen des nun leerstehenden Klosters geplündert. 1946 kamen schließlich ostdeutsche Flüchtlinge und Vertriebene nach Bardel. So wurde aus dem ehemaligen Kloster ein Lager mit einer Schule für mehr als 100 Kinder. Während dieser Zeit wurde fast das gesamte Holz im Haus verfeuert, auch einige Kirchenbänke.
In den 1960er-, 1970er- und 1980er-Jahren erfolgten verschiedene Umstrukturierungen in Bardel. Im Jahr 1961 wurde das erste staatliche Abitur anerkannt. Zu den Abiturienten dieses Jahres gehörten auch die beiden späteren Bischöfe Martin Lammers und Josef Haring. Im Jahr 1967 löste P. Rembert Koepchen seinen Mitbruder P. Vitalis Boklage ab und wurde neuer Schulleiter in Bardel. Im Jahr 1972 beschlossen das Kloster und die Schulleitung, die Schule für externe und erstmals für evangelische Schüler sowie für Kinder portugiesischer Arbeitnehmer zu öffnen. Diese lebten bis Anfang der 1980er-Jahre in dem benachbarten Internat. Der erste Lehrer für Portugiesisch war Henrique José Catarro, der dort bis 2001 unterrichtete. Seit 1972 werden auch Mädchen aufgenommen und die Schule wuchs stetig zu einem der größten Gymnasien in der Gegend. 1975 wurde die reformierte Oberstufe eingeführt. In der Zeit von 1964 bis 1977 begann in Bardel eine zweite Bauperiode. Die Klosterkirche wurde renoviert und der neuen Liturgie entsprechend umgestaltet. Auch notwendige Erweiterungsbauten wurden verwirklicht. Die Gestaltung der Kirche und der neuen Pforte übernahm der Künstler Werner-Jakob Korsmeier aus Münster. Sein Werk ist bis heute im Kloster zu sehen. Wegen nachlassenden Bedarfs war die Schule gezwungen, im Jahr 1989 das Internat zu schließen. 1994 gab es in Bardel eine kleine aber sehr wichtige Änderung: Mit Ulrich Oettel übernahm erstmals ein Laie die Schulleitung.

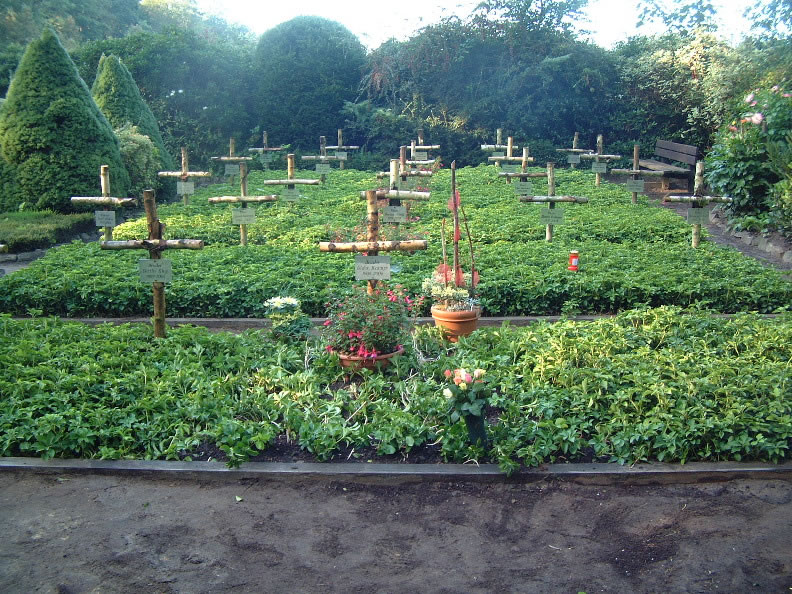
Friedhof Kloster Bardel

Heute leben im Kloster Bardel fünf Franziskaner. Das Missionsgymnasium St. Antonius zählt heute rund 800 Schüler und 50 Lehrer und befindet sich seit 2002 in der Trägerschaft des Bistums Osnabrück. Im Jahr 2008 bekam das Gymnasium den Titel International College of Cambridge for Science and the Arts. Für die Schüler bedeutet dies: Ab der Jahrgangsstufe 5 wird der Englisch-Unterricht verstärkt und mit dieser Jahrgangsstufe beginnt für alle Schüler bilingualer Unterricht in Geographie. In den folgenden Jahren werden die Fächer Geschichte, Politik, Biologie, Physik und Chemie ebenfalls bilingual unterrichtet. Dazu kommen Thementage (lecture days, drama days etc.). Der Unterricht setzt auf eine Methodenvielfalt des Lehrens und eigenständigen Lernens. Dazu kommt auch der Einsatz moderner Medien. Neben dem Abitur führt der Unterricht zu international anerkannten und zertifizierten Bildungsabschlüssen aus dem angelsächsischen Raum, die dem Abitur vergleichbar sind. Die internationale Studierfähigkeit ist damit gewährleistet. Dies geschieht in enger Zusammenarbeit mit Schulen der niederländischen stichting carmelcollege. An der Schule halten sich häufig internationale Gäste auf, zum Beispiel durch Schüleraustausch oder Klassenfahrten.

## Aktionskreis Pater Beda
Im Kloster Bardel ist der Aktionskreis des 2015 verstorbenen Paters Beda OFM ansässig. Von hier aus werden zahlreiche Aktionen in Brasilien und in Deutschland organisiert und durchgeführt. Ein Anliegen des Aktionskreises ist, eine Brücke zwischen Deutschland und Brasilien zu sein durch persönliche Begegnung, Besuche aus Brasilien und Projektbesuche.

## Wissenswertes

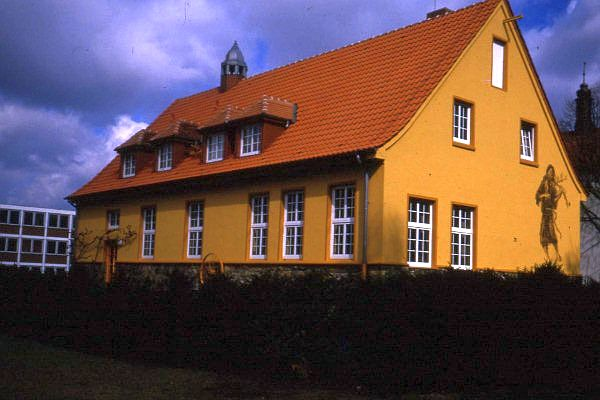
Jugendhof

Der ehemalige Jugendhof mit 28 Betten bot Schulklassen und anderen Gruppen aus der Jugendarbeit die Möglichkeit zum Abhalten von Besinnungstagen und anderen Zusammenkünften. Heute wird der Jugendhof als Konvent von indischen Karmeliten genutzt, die sich in der Schule engagieren.
Für jüngere männliche Erwachsene bieten die Franziskaner von Bardel „Kloster auf Zeit“ an. Angesprochen sind Personen, die sich für das Ordensleben interessieren. Die Interessenten können diese Tage innerhalb der Klostergemeinschaft verbringen. Die Gäste nehmen an der täglichen Messe, den gemeinsamen Gebeten und den Mahlzeiten der Gemeinschaft teil.
Seit Jahren findet an jedem Pfingstmontag das sogenannte Pfingstival im Kloster Bardel statt. Dabei handelt es sich um eine Veranstaltung mit einer besonders gestalteten Jugendmesse in der Klosterkirche, einem religiösen Musical und einem „Bunten Nachmittag“ mit Live-Musik, gemeinsam gesungenen Sacro-Pop-Liedern und verschiedenen Rollenspielen zum jeweiligen Motto des Pfingstivals.
Die bekanntesten Melodien aus dem Rock-Musical „Jesus Christ Superstar“ von Andrew Lloyd Webber werden alljährlich in der Karwoche in der Klosterkirche gesungen. Im Mittelpunkt steht das Leiden und Sterben Christi. Ausführende sind 50 Sängerinnen und Sänger vom „Studio 65“ aus Enschede. Die Personen Judas Iskariot, Petrus, Herodes, Pilatus und Maria Magdalena werden zusammen mit Jesus besonders hervorgehoben.
Gesungen wird in englischer Originalsprache. Alle Besucher erhalten jedoch vor der Aufführung den Text auf Deutsch. Eine jedes Jahr neu gestaltete Meditation führt in das Thema ein. Zwischen den einzelnen Szenen fassen neu erarbeitete Gebete die Lieder noch einmal zusammen und ein Text deutet jeweils den Inhalt der nächsten Szene an. Die Kosten dieser Veranstaltung werden durch Spenden der Besucher gedeckt.
Jedes Jahr zum Karfreitag werden junge Erwachsene, die sich für das Ordensleben interessieren, eingeladen, um sich Informationen zu holen und mit den Franziskanern ins Gespräch zu kommen. Anschließend wird gemeinsam die Karfreitagsliturgie gefeiert.
Zwei Veranstaltungen im Laufe des Jahres sind allein dazu gedacht, mit dem Erlös Hilfsprojekte in Brasilien zu unterstützen. Dies ist der Hungermarsch und Radeln für Brasilien.
Zur Advents- und Fastenzeit werden vom Kloster Meditationshefte herausgegeben. Sie enthalten zu jedem Tag der jeweiligen Zeit meditative Texte oder Geschichten.
Am 17. August 2011 ist durch Brandstiftung die Scheune des Klosters niedergebrannt worden. Landwirtschaftliche Geräte konnten größtenteils gerettet werden, der Schaden beziffert sich auf mehr als 600.000 Euro. Am 23. August 2011 konnten zwei mutmaßliche Brandstifter gestellt werden.
Nordwestlich vom Kloster liegt das Landschaftsschutzgebiet Wacholderhain Kloster Bardel. Schüler vom Missionsgymnasium St. Antonius führen dort Pflegearbeiten durch.